# Beilschmiedia
Beilschmiedia é um gênero de dicotiledóneas pantropical de árvores e arbustos da família Lauraceae com aproximadamente 250 espécies. A maioria das espécies crescem em clima tropical mas poucas são nativas de regiões temperadas. Distribuem-se pela Ásia tropical, África, Austrália, Nova Zelândia, América Central,  Caribe e América do Sul até ao Chile.
As espécies mais conhecidas na Europa e Estados Unidos são as chilenas B. berterona e B. miersii por su tolerância as geadas. Sementes de B. bancroftii foram usadas como fonte de alimento pelos aborígenes australianos.  As madeiras de algumas espécies  são muito valiosas. Beilschmiedia miersii é diferenciado do Cryptocarya alba pelas nervuras das folhas marcadamente reticuladas nas duas faces da folha, enquanto que na Cryptocarya é pouco notória.
No estado de São Paulo foi até ao momento registrada apenas a Beilschmiedia emarginata, que ocorre nas floresta ombrófilas de densa montanha e submontanha. Beilschmiedia fluminensis e B. rigida são também do Brasil.

## Espécies
- Beilschmiedia albiramea
- Beilschmiedia alloiophylla (Rusby) Kosterm.
- Beilschmiedia ambigua Robyns & R. Wilczek
- Beilschmiedia appendiculata, S. Lee et Y. T. Wei
- B. assamica (Syn.: B. praecox)
- Beilschmiedia bancroftii
- Beilschmiedia baotingensis S. Lee et Y. T. Wei
- Beilschmiedia berteroana, (Gay) Kosterm., (Southern belloto)
- Beilschmiedia borneensis, Merr
- Beilschmiedia brachythyrsa H.W. Li
- Beilschmiedia bracteata Robyns & R. Wilczek
- Beilschmiedia brasiliensis (Kosterm.) Kosterm.
- Beilschmiedia brenesii C.K. Allen
- Beilschmiedia brevipaniculata Allen
- Beilschmiedia brevipes Ridley
- Beilschmiedia bullata
- Beilschmiedia castrisinensis
- Beilschmiedia costaricensis Mez & Pittier
- Beilschmiedia curviramea (Meisn.) Kosterm.
- Beilschmiedia cylindrica
- Beilschmiedia dictyoneura
- Beilschmiedia elliptica
- Beilschmiedia emarginata
- Beilschmiedia delicata, S．Lee ＆ Y．T．Wei
- Beilschmiedia erythrophloia, (Hayata)
- Beilschmiedia fasciata H. W. Li
- Beilschmiedia fordii Dunn
- Beilschmiedia fluminensis Kosterm.
- Beilschmiedia furfuracea Chun et H. T. Chang
- Beilschmiedia gammieana
- Beilschmiedia gemmiflora Kosterm.
- Beilschmiedia giorgii Robyns & R. Wilczek
- Beilschmiedia glauca
- Beilschmiedia hondurensis Kosterm.
- Beilschmiedia immersinervis Sa. Nishida
- Beilschmiedia insignis Gamble
- Beilschmiedia intermedia
- Beilschmiedia javanica Miq
- Beilschmiedia kunstleri Gamble
- Beilschmiedia kweo (Mildbr.) Robyns & Wilczek
- Beilschmiedia laevis
- Beilschmiedia letouzeyi
- Beilschmiedia linocieroides
- Beilschmiedia longipetiolata
- Beilschmiedia lucidula (Miq.) Kosterm.
- Beilschmiedia lumutensis Gamble
- Beilschmiedia macropoda
- Beilschmiedia madagascariensis
- Beilschmiedia madang, Blume  (Indonésia)
- Beilschmiedia maingayi
- Beilschmiedia malaccensis
- Beilschmiedia mayumbensis Robyns & R. Wilczek
- Beilschmiedia membranacea Gamble
- Beilschmiedia mexicana
- Beilschmiedia miersii (Gay) Kosterm.,(Northern belloto)
- Beilschmiedia muricata, H. T. Chang
- Beilschmiedia obconica
- Beilschmiedia obscurinervia H. T. Chang
- Beilschmiedia obtusifolia (Meisn.) F.Muell., blush-walnut, hard bolly-gum
- Beilschmiedia oligandra
- Beilschmiedia ovalis (S.F. Blake) C.K. Allen
- Beilschmiedia pahangensis Gamble
- Beilschmiedia penangiana Gamble
- Beilschmiedia pendula (Sw.) Hemsl.
- Beilschmiedia peninsularis
- Beilschmiedia percoriacea Allen
- Beilschmiedia pergamentacea Allen
- Beilschmiedia preussii Engler
- Beilschmiedia punctilimba H.W. Li
- Beilschmiedia rigida (Mez) Kosterm.
- Beilschmiedia robusta
- Beilschmiedia roxburghiana Christian Gottfried Daniel Nees von Esenbeck
- Beilschmiedia rufohirtella H.W. Li
- Beilschmiedia sichourensis
- Beilschmiedia sikkimensis
- Beilschmiedia tarairi A. Cunn., (Taraire)
- Beilschmiedia tawa Allan Cunningham Kirk, (Tawa)
- Beilschmiedia tooram
- Beilschmiedia tilaranensis Sa. Nishida
- Beilschmiedia tovarensis (Meisn.) Sa. Nishida
- Beilschmiedia tsangii Merr.
- Beilschmiedia tungfangensis
- Beilschmiedia ugandensis Rendle
- Beilschmiedia undulata
- Beilschmiedia velutina
- Beilschmiedia vermoesenii Robyns & R. Wilczek
- Beilschmiedia wangii Allen
- Beilschmiedia wightii
- Beilschmiedia yaanica
- Beilschmiedia yunnanensis Hu
- Beilschmiedia zapoteoides
- Beilschmiedia zeylanica Trimen